# D301 (Val-d'Oise)
De D301 is een departementale weg in het Franse departement Val-d'Oise ten noorden van Parijs. De weg bestaat uit twee delen. Het eerste deel loopt van de grens met Seine-Saint-Denis bij Pierrefitte-sur-Seine naar Montsoult. Het tweede deel loopt van Mours naar de grens met Oise. Daar loopt de weg als D1001 verder richting Beauvais. In Seine-Saint-Denis loopt de weg als RNIL 1 verder naar Parijs.

## Geschiedenis
Tot 2006 was de D301 onderdeel van de N1. In 2006 werd de weg overgedragen aan het departement Val-d'Oise, omdat de weg geen belang meer had voor het doorgaande verkeer vanwege de parallelle autosnelweg A16. De weg is toen omgenummerd tot D301.